# Urko Olazabal
Urko Olazabal Ortiz de Zarate (Bilbao, 1º gennaio 1978) è un attore e doppiatore spagnolo.

## Biografia
Urko Olazabal è nato a Bilbao il 1º gennaio 1978. Dopo una lunga gavetta teatrale, partecipa al film Una donna chiamata Maixabel, trasformandolo da attore di teatro ad attore di cinema. Grazie a questo ruolo vince il Premio Goya per il miglior attore non protagonista, l'Oscar spagnolo.

## Filmografia
- Ira - Wrath, regia di Jota Aronak (2016)
- Errementari - Il fabbro e il diavolo, regia di Paul Urkijo Alijo (2017)
- Ane, regia di David Pérez Sañudo (2020)
- Una donna chiamata Maixabel (Maixabel), regia di Icíar Bollaín (2021)
- 13 exorcismos, regia di Jacobo Martínez (2022)
- Teresa, regia di Paula Ortiz (2023)

## Doppiatrici italiane
Nelle versioni in italiano delle opere in cui ha recitato, Urko Olazabal è stato doppiato da:
- Gianluca Iacono in Regina rossa

## Riconoscimenti
- Premio Goya
  - 2022 – Miglior attore non protagonista per Una donna chiamata Maixabel (Maixabel)
- Forque Award
  - 2022 – Candidatura al miglior attore non protagonista per Una donna chiamata Maixabel (Maixabel)